# Ralph Chapman (cầu thủ bóng đá)
Ralph Chapman (26 tháng 1 năm 1906 – tháng 3 năm 1999) là một cầu thủ bóng đá người Anh thi đấu ở vị trí tiền đạo. Ông có 10 trận ở Football League cho Nelson.